# Gotha (district)
Districtul Gotha este un district rural (în germană: Landkreis) în landul Turingia, Germania. 
1. 1 2  GeoNames